# Майкопская резня
Майкопская резня — массовые казни, проведенные 21—22 сентября 1918 года в Майкопе по приказу генерал-майора Покровского во время Второго Кубанского похода.

## История
Летом 1917 года в Майкоп прибыли большевистские агитаторы — Щеглов, Чекан, братья Мешковы, Козлов, Чередниченко, Кудрявцев — и стали вести агитацию среди сочувствующих и бывших фронтовиков. Уже в августе 1917 года в городе была сформирована большевистская партийная организация, однако в ноябре несколько руководителей были арестованы.
Утром 8 января 1918 года в городе было поднято большевистское восстание и Майкоп перешёл в руки большевиков. Летом 1918 года было сформировано два красногвардейских полка, которые обороняли город от частей генерал-майора Покровского и генерал-майора Геймана.

## Бои за Майкоп
Город 10 сентября был без боя оставлен красными по приказу главкома И. Л. Сорокина. Гарнизон, состоявший из 1-го и 2-го Майкопских революционных полков, отступил с артиллерией на 20—25 км и занял позиции на Кужорских высотах. Майкоп был занят частями генерала Геймана, учинившими, по словам В. Т. Сухорукова, «жестокую расправу с населением города».
12 сентября генерал Покровский, разбитый таманцами у Белореченской, вызвал себе на помощь отряд Геймана, тем самым ослабив белый гарнизон Майкопа. Большевики воспользовались этим, и 18 сентября 1-й Майкопский полк Шрамкова, 2-й Татаркова и кавалерийский эскадрон Войцеховского, выступив с Кужорских высот, внезапным ударом вернули себе город. Узнав об этом, Покровский оставил для преследования таманцев, ушедших на соединение с Сорокиным, небольшой отряд, и повернул основные силы на Майкоп.
19 сентября дивизия атаковала позиции красных. Казаки обошли противника с флангов и ударили в тыл Майкопским пехотным полкам. По утверждению Сухорукова, бой был упорным и кровопролитным; расстреляв боеприпасы, майкопцы сражались штыками, но к концу дня были окружены и большей частью перебиты, лишь 250 бойцам удалось прорваться и уйти на Лабу. 20 сентября Покровский вступил в город.

## Расправа
Массовые казни, происходившие 21—22 сентября и в последующие дни, упоминаются различными авторами, но подробных сообщений об этих событиях довольно мало.
Эсер Н. В. Воронович, командовавший черноморскими зелеными повстанцами, приводит следующие сведения:

Прибежавший в Сочи крестьянин села Измайловка Волченко рассказывал еще более кошмарные сцены, разыгравшиеся у него на глазах при занятии Майкопа отрядом генерала Покровского. Покровский приказал казнить всех не успевших бежать из Майкопа членов местного совета и остальных пленных. Для устрашения населения казнь была публичной. Сначала предполагалось повесить всех приговоренных к смерти, но потом оказалось, что виселиц не хватит. Тогда пировавшие всю ночь и изрядно подвыпившие казаки обратились к генералу с просьбой разрешить им рубить головы осужденным. Генерал разрешил. На базаре около виселиц, на которых болтались казненные уже большевики, поставили несколько деревянных плах, и охмелевшие от вина и крови казаки начали топорами и шашками рубить головы рабочим и красноармейцам. Очень немногих приканчивали сразу, большинство же казнимых после первого удара шашки вскакивали с зияющими ранами на голове, их снова валили на плаху и вторично принимались дорубливать…
Волченко, молодой 25-летний парень, стал совершенно седым от пережитого в Майкопе. Никто не сомневался в правдивости его рассказа, ибо сочинские обыватели едва сами не стали свидетелями таких же бессудных казней.— Воронович Н. В. Меж двух огней, с. 97
Цитируемый историком И. С. Ратьковским приказ генерала Покровского о взимании контрибуции, якобы ставший прелюдией к расправе, взят из одного из литературных «этюдов» советского писателя Артема Весёлого, который собирался включить этот миниатюрный рассказ в новую редакцию своего романа «Россия, кровью умытая». Текст был впервые опубликован в 1988 году, через 50 лет после предполагаемой даты гибели его автора под пытками в Лефортовской тюрьме:

Месть

Приказ № 2 городу Майкопу 8 сентября 1918 г.

За то, что население города Майкопа (Николаевская, Покровская и Троицкая слободки) стреляло по добровольческим войскам, налагаю на вышеупомянутые окраины  города контрибуцию в размере одного миллиона рублей. Контрибуция должна быть выплачена в трехдневный срок.

В случае невыполнения моего требования вышеупомянутые слободки будут сожжены дотла.

Сбор контрибуции возлагаю на коменданта города есаула Раздерищина.

Начальник 1-й Кубанской казачьей дивизии генерал-майор Покровский.
У слобожан миллиона не оказалось.
Слободки запылали.
На тополях и телеграфных столбах ветер тихо  раскачивал удавленников. Живые уходили в горы.
По ночам в небе играли зарева пожаров — по всей Кубани горели слободки и мужичьи села.— «Россия, кровью умытая» Артема Веселого, с. 140
Третьим свидетельством, которое также цитирует Ратьковский, является текст неизвестного происхождения, опубликованный в нескольких блогах и на сайтах общеновостной и развлекательной тематики под названием «Копия агентурного донесения в Особое отделение контрразведки Отдела Генерального штаба при Главнокомандующем Вооруженными силами Юга России. Ноябрь 1918 года». В этом тексте опровергаются утверждения о том, что с окраин Майкопа производился обстрел отступавших частей Геймана, содержится цифра в 2500 жертв резни, якобы озвученная самим Покровским на одном из банкетов, и описываются массовые и групповые изнасилования женщин казаками.

## Число жертв
Число жертв массовых казней сильно варьируется в литературе. В наиболее раннем источнике, воспоминаниях Е. И. Ковтюха, приводится цифра в 800 человек:

Заняв Майкоп и захватив в нем около 800 красноармейцев, белые пригнали их под конвоем к начальнику гарнизона, какому-то полковнику, который приказал вывести пленных за город и ждать распоряжения. Вскоре появился и полковник; он приказал конвою построить всех пленных в две шеренги, одна от другой на 20 шагов, лицом к лицу, а затем подал команду всем пленным стать на колени и наклонить головы вперед, а конвою — рубить «этим босякам головы», что конвой и исполнил. Трупы полковник приказал не убирать несколько дней — для острастки местному населению.— Ковтюх Е. И. «Железный поток» в военном изложении, с. 39, 41
Цифра в 2500 человек, основанная на тексте «агентурного донесения», приводится в книге Ратьковского и Ходякова «История Советской России».
В советской литературе наиболее распространенной была оценка числа жертв в 4000 человек: такую цифру, появившуюся в 1930-е годы, сообщают Сухоруков и член РВС Красной Армии Черноморья И. Б. Шевцов. В современной историографии её приводят адыгейский историк Н. А. Почешхов и специалист по истории революционного насилия В. П. Булдаков, дающий при этом характеристику Покровскому:

В. Л. Покровский, которому в 1918 г. было двадцать восемь лет, одно время, казалось, отстаивал идею создания особой кубанской армии в соответствии с «конституцией края». Оказалось, что его стремление было связано с нежеланием подчиняться кому бы то ни было. Этой цели, вероятно, соответствовал демонстративно-устрашающий характер насилия — говорили, что в ночь на 4 октября по его приказу в Майкопе было расстреляно 4 тысячи рабочих, крестьян, красноармейцев (Почешхов Н. А. Гражданская война в Адыгее: Причины эскалации (1917-1929 гг.) — Майкоп, 1998. С. 102. Количество жертв в данном случае безусловно преувеличено — это делала вовсе не обязательно пропагандистская машина противника, а просто людская молва — прим.)— Булдаков В. П. Революция, насилие и архаизация массового насилия в Гражданской войне: провинциальная специфика, с. 7, 11
Наибольшая цифра — 7000 человек, расстрелянных за две недели, сообщается на основании неуказанных советских источников в учебном пособии «История Кубани с древнейших времён до конца XX века» с оговоркой, что «приведённые сведения не поддаются проверке».
После занятия города Красной армией в 1920 году трупы казнённых были обнаружены и похоронены в братской могиле, а жертвам расправы поставлен памятник.

## Комментарии
1. ↑  ВСЮР образованы в январе 1919. В тексте донесения дата отступления Геймана из Майкопа приведена по новому стилю, 20 сентября